# الفلفلية (عبس)

تعديل مصدري - تعديل

الفلفلية هي إحدى قرى عزلة بني عضابي بمديرية عبس التابعة لمحافظة حجة، بلغ تعداد سكانها 214 نسمة حسب تعداد اليمن لعام 2004.